# Río San Fernando
El río San Fernando o río Conchos (no confundir con el río Conchos de Chihuahua) es uno de los principales ríos del estado mexicano de Tamaulipas, dividiéndolo en dos mitades al atravesarlo completamente de oeste a este. 
Aproximadamente un 20 % del territorio de Tamaulipas es drenado por la cuenca de este río.

## Geografía

### Curso
Nace en la Sierra Madre Oriental en Nuevo León y sus corrientes formadoras son los ríos Potosí y Linares. Aquí recibe el nombre de río Conchos, mismo que cambia por el de San Fernando al entrar a Tamaulipas en el municipio de Burgos. Va recibiendo como tributarios a los río San Lorenzo y Radillos y a los arroyos Pamona, Fresnos, San José, Burgos, Los Anegados, Tapeste, Salado y Chorreras. Pasa por las poblaciones de Méndez y San Fernando y finalmente desemboca en la Laguna Madre, de la que es el principal tributario.